# ترفند (فیلم ۲۰۲۱)
ترفند (انگلیسی: The Trick) یک تله‌فیلم بریتانیایی است که در سال ۲۰۲۱ منتشر شد و دربارهٔ «جنجال ایمیل واحد پژوهش‌های اقلیمی» است.

## گزیدهٔ بازیگران
- جیسون واتکینز
- ویکتوریا همیلتون
- جرج مکای
- جروم فلین
- انیرین هیوز
- اید ادموندسون
- دیوید کالدر